# Dorfkammer
Dorfkammern (russisch Сельская расправа) waren im zaristischen Russland ein besonderes, für die Staatsbauern zuständiges Gericht, das nach der Verordnung von 1838 gegründet wurde. Der Vorstand des Gerichts war der Dorfälteste. Dorf- und Amtsbezirkskammern beschäftigten sich mit verschiedenen Zivilsachen. Sie konnten auf Geldstrafen, Zwangsarbeit und Prügelstrafen erkennen.